# 格拉納特峰
格拉納特峰（西班牙語：Pico Granate），是委內瑞拉的山峰，位於該國西部巴里納斯州，屬於庫拉塔山脈的一部分，處於聖多明各山脈北部，海拔高度4,015米。